# Саргинська сільська адміністрація
Са́ргинська сільська адміністрація (каз. Сарға ауылдық әкімдігі, рос. Саргинская сельская администрация) — адміністративна одиниця у складі Бейнеуського району Мангистауської області Казахстану. Адміністративний центр та єдиний населений пункт — село Сарга.
Населення — 1543 особи (2021; 1348 у 2009, 1137 у 1999, 1112 у 1989).
Станом на 1989 рік існувала Джангільдінська сільська рада (села Джангельдіно, Ногайти, Туруш). 1993 року село Сарга утворило окремий Жангельдинський сільський округ, а села Ногайти та Туриш — Туриський сільський округ. У період 1999-2016 роках Жангельдинський сільський округ був перейменований на Саргинський сільський округ. 2016 року територія сільського округу площею 72,00 км² була передана до складу Бейнеуського сільського округу. 2017 року Саргинський сільський округ перетворений в Саргинську сільську адміністрацію.